# Zaherwand-e Sofla
Zaherwand-e Sofla (perski: ظاهروندسفلي) – wieś w Iranie, w ostanie Ilam. W 2006 roku miejscowość liczyła 241 mieszkańców w 49 rodzinach.